# Великий Кожлаял
Великий Кожлая́л (рос. Большой Кожлаял, марій. Кугу Кожлаял) — присілок у складі Моркинського району Марій Ел, Росія. Входить до складу Себеусадського сільського поселення.

## Населення
Населення — 107 осіб (2010; 125 у 2002).
Національний склад (станом на 2002 рік):
- лучні марійці — 55 %
- марі — 43 %